# Serixia torrida
Serixia torrida är en skalbaggsart som först beskrevs av Francis Polkinghorne Pascoe 1867.  Serixia torrida ingår i släktet Serixia och familjen långhorningar. Inga underarter finns listade i Catalogue of Life.